# 弁天町站
弁天町站（日语：／ Bentenchō eki */?）是位於日本大阪府大阪市港區波除，屬於西日本旅客鐵道（JR西日本）和大阪市高速電氣軌道（大阪地下鐵）的鐵路車站。JR西日本的車站編號是JR-O15，其象徵花卉是向日葵；大阪地下鐵的車站編號則是C13。

## 車站構造

### JR西日本
本站為設有側式月台的高架站，月台設於三樓，二樓設有兩個大廳，南大廳可使用交通科學博物館的特別通道前往大阪市營地下鐵車站。本站是由西九條管理的直營站，並且位於JR西日本的大阪都市網絡及特定都區市內的「大阪市内」區域中。本站可使用ICOCA。

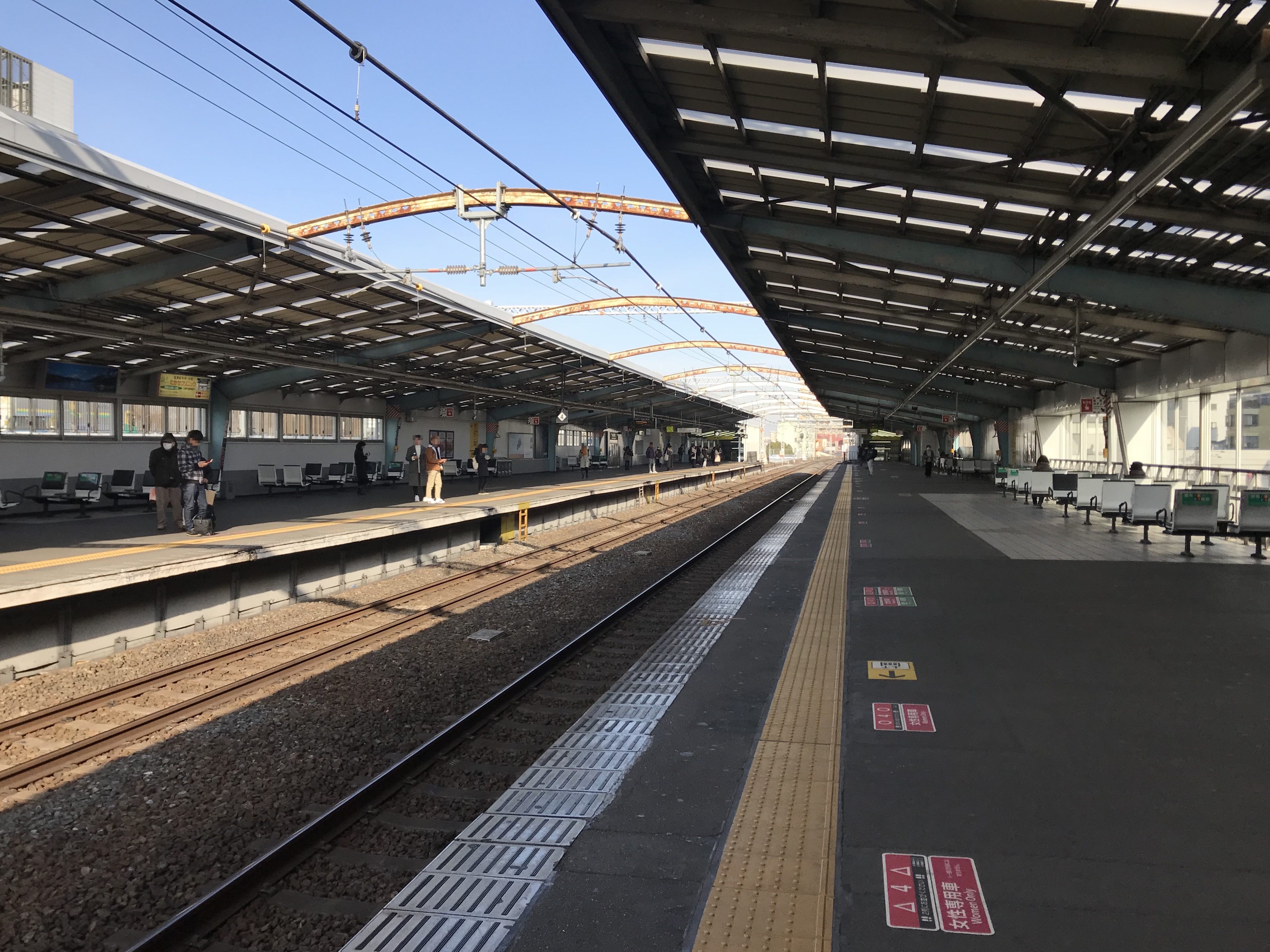
月台(2019年1月)

#### 月台配置
| 月台 | 路線       | 方向 | 目的地                                     |
| ---- | ---------- | ---- | ------------------------------------------ |
| 1    | 大阪環狀線 | 內環 | 新今宮、天王寺、奈良、關西機場、和歌山方向 |
| 2    | 大阪環狀線 | 外環 | 西九條、大阪方向                           |

#### 發車音樂
作為「大阪環狀線改造計劃」的一環，在2015年3月22日把發車音樂變成「火車持續往前開」（線路は続くよどこまでも）。

### 大阪市高速電氣軌道
本站位於中央大通的中央分離帶的高架部分，是大阪市交通局內位置最高的車站，也是日本國內距離地面最高的地下鐵車站。。此站為對向式月台2面2線的高架車站，2樓設有驗票閘機，3樓則為月台。

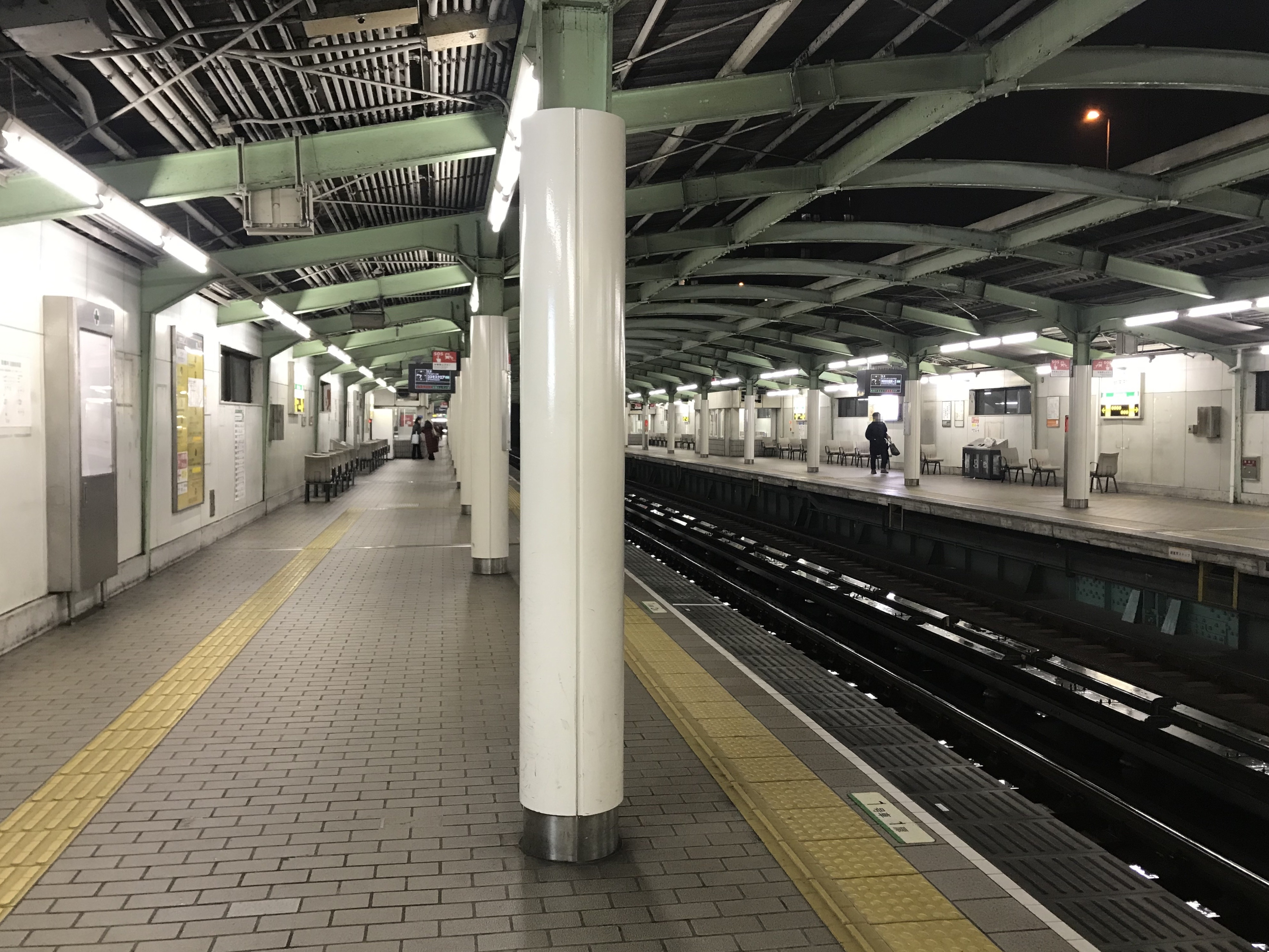
月台(2019年2月)

#### 月台配置
| 月台 | 路線   | 目的地                               |
| ---- | ------ | ------------------------------------ |
| 1    | 中央線 | 本町、長田、生駒、學研奈良登美丘方向 |
| 2    | 中央線 | 大阪港、夢洲方向                     |

## 利用狀況
- JR西日本 - 2018年（平成30年）度每日平均上車人次為33,831人，是JR西日本車站的第21位[2]。
- 大阪地下鐵 - 根據2018年11月13日進行的交通調查，一日上下車人次為38,087人（上車人次：19,073人，下車人次：19,014人）[3]。

各年度1日上下車人次如下表。
- JR西日本的資料為1日平均上車人次。
- 大阪市營地下鐵的資料為以交通調查為基礎的特定日的上下車人次。

| 年度   | JR西日本         | 大阪市高速電氣軌道 | 大阪市高速電氣軌道 | 大阪市高速電氣軌道 | 來源   |
| 年度   | 1日平均 上車人次 | 特定日             | 特定日             | 特定日             | 來源   |
| 年度   | 1日平均 上車人次 | 調查日             | 上下車人次         | 上車人次           | 來源   |
| ------ | ---------------- | ------------------ | ------------------ | ------------------ | ------ |
| 1995年 | 39,716           | 2月15日            | 29,245             | 14,947             | [ 4 ]  |
| 1996年 | 39,698           | -                  | -                  | -                  | [ 5 ]  |
| 1997年 | 38,119           | -                  | -                  | -                  | [ 6 ]  |
| 1998年 | 36,859           | 11月10日           | 32,531             | 17,130             | [ 7 ]  |
| 1999年 | 35,834           | -                  | -                  | -                  | [ 8 ]  |
| 2000年 | 35,273           | -                  | -                  | -                  | [ 9 ]  |
| 2001年 | 35,375           | -                  | -                  | -                  | [ 10 ] |
| 2002年 | 34,129           | -                  | -                  | -                  | [ 11 ] |
| 2003年 | 33,450           | -                  | -                  | -                  | [ 12 ] |
| 2004年 | 33,051           | -                  | -                  | -                  | [ 13 ] |
| 2005年 | 33,263           | -                  | -                  | -                  | [ 14 ] |
| 2006年 | 33,489           | -                  | -                  | -                  | [ 15 ] |
| 2007年 | 34,298           | 11月13日           | 38,073             | 19,460             | [ 16 ] |
| 2008年 | 34,538           | 11月11日           | 37,569             | 19,110             | [ 17 ] |
| 2009年 | 32,823           | 11月10日           | 35,731             | 18,081             | [ 18 ] |
| 2010年 | 32,296           | 11月09日           | 35,722             | 17,995             | [ 19 ] |
| 2011年 | 32,464           | 11月08日           | 34,708             | 17,540             | [ 20 ] |
| 2012年 | 31,960           | 11月13日           | 34,254             | 17,339             | [ 21 ] |
| 2013年 | 32,284           | 11月13日           | 34,872             | 17,578             | [ 22 ] |
| 2014年 | 31,692           | 11月11日           | 35,378             | 17,886             | [ 23 ] |
| 2015年 | 32,256           | 11月17日           | 36,676             | 18,523             | [ 24 ] |
| 2016年 | 32,660           | 11月08日           | 36,210             | 18,299             | [ 25 ] |
| 2017年 | 33,097           | 11月14日           | 37,662             | 18,991             | [ 26 ] |
| 2018年 | 33,831           | 11月13日           | 38,087             | 19,073             |        |

備註
1. ↑  至2017年度為止為大阪市營地下鐵。
2. ↑  1996年に行われた調査であるが、会計年度上は1995年度となる。

## 歷史
- 1961年（昭和36年）4月25日：國鐵弁天町站開業。
- 1961年（昭和36年）12月11日 - 大阪市營地下鐵車站隨4號線大阪港至弁天町站開業。可在此與大阪環狀線轉乘。
- 1987年（昭和62年）4月1日：國鐵分割民營法，國鐵弁天町站由JR西日本管理。

## 相鄰車站
西日本旅客鐵道
 大阪環狀線
■大和路快速、■區間快速、■關空快速、■紀州路快速、■快速、■B快速、■直通快速、■普通
西九條（JR-O14）－弁天町（JR-O15）－大正（JR-O16）
- 至2007年5月20日為止，因與貨物支線（大阪臨港線）有分岔點，此站至大正站之間設有境川信號場。

大阪市高速電氣軌道（大阪地下鐵）
 中央線
朝潮橋（C12）－弁天町（C13）－九條（C14）

## 外部連結
- 弁天町｜車站資訊：JR出門網 - 西日本旅客鐵道
- 車站Guide：弁天町 - Osaka Metro

34°40′9″N 135°27′45″E / 34.66917°N 135.46250°E